# Simone Sauteur
Simone Madeleine Juliette Sauteur, née le 19 juin 1921 à La Vieille-Lyre et morte le 26 mai 2012 à Saint-Aubin-lès-Elbeuf, est une enseignante, poète et résistante française.

## Biographie
Simone Sauteur est la fille de Frédéric Antoine Sauteur, couvreur et de Rachel Élyse Duval. Elle est l’aînée d’une fratrie de sept enfants.
En 1937, elle rentre à l'école normale dont elle sort major de promotion. Le 1er octobre 1941, elle est affectée, à sa demande, comme institutrice à La Haye-de-Routot où elle exerce aussi la fonction de secrétaire de mairie. À ce poste, elle réalise des faux papiers et transcrit des messages pour la résistance,.

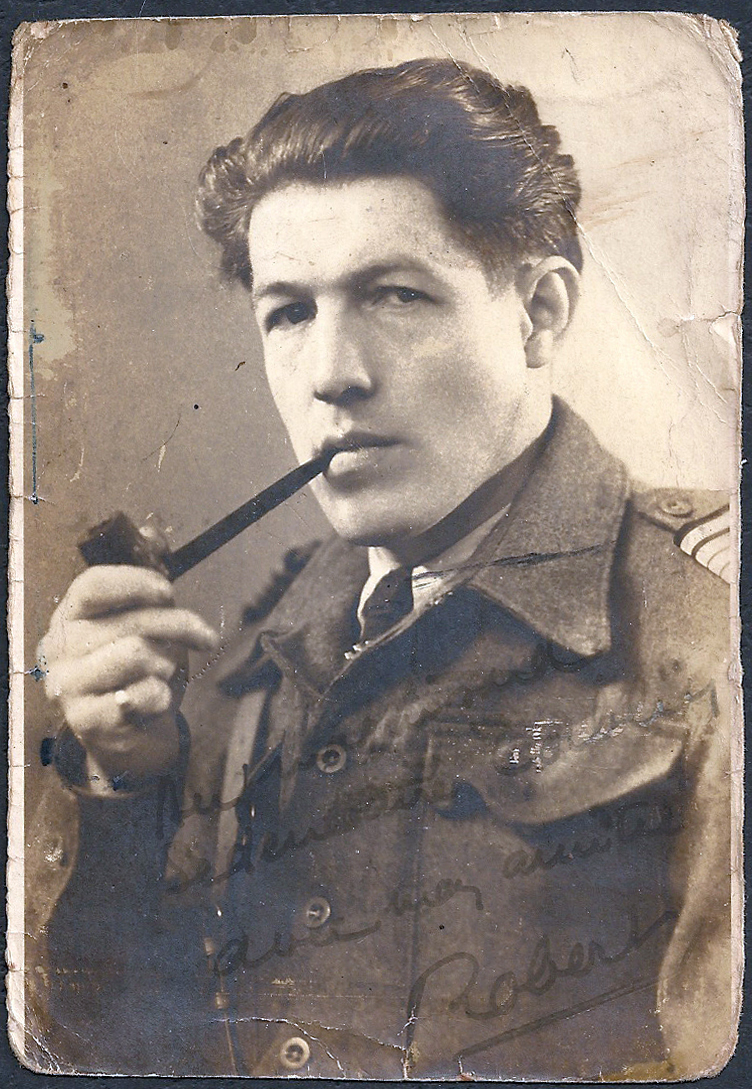
Robert Leblanc, chef du maquis Surcouf

Le 1er septembre 1943, elle rejoint le maquis Surcouf créé en novembre 1942 par Robert Leblanc, un ami, qu'elle appelle « Parrain ». Elle devient sa secrétaire et son agent de liaison sous le nom de code de « Puce ». Elle transmet les messages et transporte des colis (armes, explosifs…).
Son histoire reste liée au destin du Maquis Surcouf. Le 26 août 1944, elle participe à la libération de Pont-Audemer. En septembre 1944, elle est sous-lieutenant des Forces françaises de l'intérieur (FFI) et suit ses camarades, d’abord, à Bernay dans le 1er Bataillon de Marche de Normandie, puis à Cherbourg dans le 129e régiment d'infanterie. Elle est démobilisée fin 1945, dans la région de Coblence.
Parallèlement à ses activités de résistante, Simone Sauteur rédige des poèmes et gardera cette passion jusqu'à la fin de sa vie, composant et éditant ses écrits.
Le 26 octobre 1946, elle épouse Yves Hardelle un camarade de maquis. Le couple divorce le 17 décembre 1948. Le 9 août 1950, elle épouse Emile Lissignol, un autre camarade de maquis, mais le mariage est dissous le 25 juin 1956.
Elle termine sa carrière comme professeur au collège Hyacinthe Langlois de Pont-de-l’Arche. 

## Reconnaissance
- Citoyenne d'honneur de la ville de Pont-de-l'Arche[4].

## Décoration
- Croix de guerre 1939–1945 (1948)[4].